# Casa Puga
El bar Casa Puga es uno de los establecimientos de restauración más conocidos y antiguos de la ciudad española de Almería, dedicado especialmente al tapeo. Se ubica en el casco histórico de la ciudad, y lleva abierto al público más de 100 años.

## Historia
Se estima que el edificio que hoy ocupa el establecimiento fue erigido a comienzos del siglo XIX, en la intersección de las calles por entonces llamadas Grande y Santo Cristo (Hoy calle Lope de Vega), frente a una ermita hoy prácticamente oculta y desconocida para la mayoría. Se desconoce el uso de dicho edificio hasta el año 1870, cuando se empezó a usar su planta baja para guardar carruajes y su planta superior como una posada. Fue ya en 1890 cuando Luis García decidió convertir el espacio inferior en una taberna, permaneciendo así 10 años. Llegado 1900, la taberna fue adquirida por Juan Puga Antequera, quien finalmente fundó el establecimiento que hoy conocemos. El por entonces propietario mantuvo la carta clásica del momento, descrita como:

Bacalao frito, papas cocidas, embutidos de pueblo y vino de Alboloduy.

Leonardo Martín, nacido en 1910, y sobrino de Juan Puga, se une a su tío siendo todavía un niño para trabajar junto a él. Hacia 1948,gracias a su amistad con Luis navarro , asumió el control del establecimiento. En 1929 se estableció la tradición de adquirir temporada tras temporada vinos de la zona de la sierra de la Contraviesa, en la provincia de Granada. El propietario se desplazaba hasta el lugar para elegir el caldo que más le gustaba y adquiría en torno a las 900 arrobas anuales.
Estaba previsto que el 28 de marzo de 2015, el propietario cerrara el bar debido a la llegada de la merecida jubilación, Dado que el nombre Casa Puga es una marca registrada, leo con el consentimiento de la familia propietaria, llegó a un acuerdo con el grupo empresarial que gestiona el hotel catedral, para que se conservándose totalmente su nombre, ubicación, plantilla, estética, carta y carácter tradicional.